# Пальчикова, Ирина Гавриловна
Ири́на Гаври́ловна Па́льчикова (укр. Ірина Гаврилівна Пальчикова, в девичестве — Биле́цкая, укр. Білецька; род. 22 марта 1959, Киев) — советская гандболистка, олимпийская чемпионка. Заслуженный мастер спорта СССР (1980).

## Карьера
На Олимпийских играх в Москве в составе сборной СССР стала победительницей Олимпиады. На турнире Ирина сыграла все пять матчей своей команды.
В 1982 году стала победительницей чемпионата мира. Четырежды выигрывала Кубок чемпионов — в сезонах 1976/77, 1978/79, 1980/81 и 1982/83 и дважды Спартакиаду народов СССР — в 1979 и 1983 годах.

## Личная жизнь
Окончила Киевский институт народного хозяйства.